# Linh dương Gazelle
Linh dương hươu, danh pháp khoa học: Gazella, là tên gọi chung cho nhiều loài linh dương thuộc chi Gazella, họ Bovidae, bộ Artiodactyla. Tên gọi gazelle bắt nguồn tiếng Ả Rập, tên gọi غزال ġazāl. Có 6 loài thuộc hai chi Eudorcas và Nanger, trước đây từng được xem xét là phân chi của chi Gazella. Chi Procapra cũng từng được xét là phân chi của Gazella, và các thành viên thuộc chi này cũng được gọi là linh dương gazelle, mặc dù chúng không được đề cập trong bài viết này.

## Đặc điểm
Linh dương Gazelle là một động vật nhanh nhẹn, một số con linh dương có thể tăng tốc lên tới 60 mph (97 km/h), hoặc chạy ở một tốc độ duy trì bền bỉ lên đến 30 mph (48 km/h). Linh dương này chủ yếu được tìm thấy trong vùng sa mạc, đồng cỏ, và thảo nguyên châu Phi, nhưng chúng cũng được tìm thấy ở phía Tây Nam và Trung Á, và tiểu lục địa Ấn Độ. Chúng có xu hướng sống theo bầy đàn và sẽ ăn ít đối với những cây dễ tiêu hóa và lá. Linh dương Gazel khá nhỏ, hầu hết khi đứng chúng cao đến 2-3,5 ft (61–110 cm) cao đến vai.
Các chi linh dương là Gazella, Eudorcas, và Nanger. Phân loại các chi là một trong những tranh cãi và phân loài là một vấn đề bất ổn. Có sự liên quan chặt chẽ liên quan đến linh dương thật sự là linh dương Tây Tạng và Linh dương Mông Cổ (các loài thuộc chi Procapra), các loài Blackbuck của châu Á, và Springbok ở châu Phi. Một con linh dương quen thuộc phổ biến của loài này là con linh dương châu Phi thuộc loài linh dương Thomson (Eudorcas thomsoni) chúng khoảng 60 đến 80 cm (24–31 in) chiều cao ở vai và có màu nâu và màu trắng với một sọc đen phân biệt. Con đực có dài, thường có sừng cong.
Chúng có thể bị đe dọa bởi những kẻ săn mồi tốc độ, như Loài báo săn. Trên khoảng không gian rộng lớn ở các đồng cỏ, loài linh dương Gazelle có thể chạy với vận tốc 70 km/h. Mặc dù có tốc độ chạy nhanh như vậy, nhưng linh dương Gazelle vẫn phải đối mặt với những mối đe dọa đến từ loài báo săn bởi linh dương là món ăn báo yêu thích nhất. Đối với những con báo, khoảng cách lý tưởng nhất để bắt con mồi là 50 met, nhưng nó phải xuất phát khi con mồi cách khoảng 80 met. Điều may mắn cho những con linh dương là chúng có giác quan rất nhạy và phản ứng cơ thể rất nhanh nhẹn mỗi khi biết mình bị tấn công. Trong quá trình rượt đuổi, linh dương thường hay thay đổi hướng chạy khiến kẻ săn mồi luôn gặp khó khăn. Ngoài ra chúng có thể bị tấn công bởi diều ăn rắn (đối với những con bê con).
Ngày nay, người ta đã nhân bản thành công linh dương trong tử cung dê. Bốn con linh dương Mông Cổ được sinh ra từ tử cung dê đã sống sót tại Sơn Đông, Trung Quốc, đánh dấu ca nhân bản linh dương Gazelle - dê đầu tiên trên thế giới, người ta đã trích rút những tế bào cơ thể của linh dương Gazelle và cấy chúng vào tế bào nang trứng của dê, sau khi các gene của dê đã được loại bỏ. Việc này đã mở ra một con đường mới để bảo tồn các giống loài quý hiếm. Linh dương Gazelle Mông Cổ là một nhánh tiến hoá khác của dê đang sinh sống ở Trung Quốc.

## Các loài

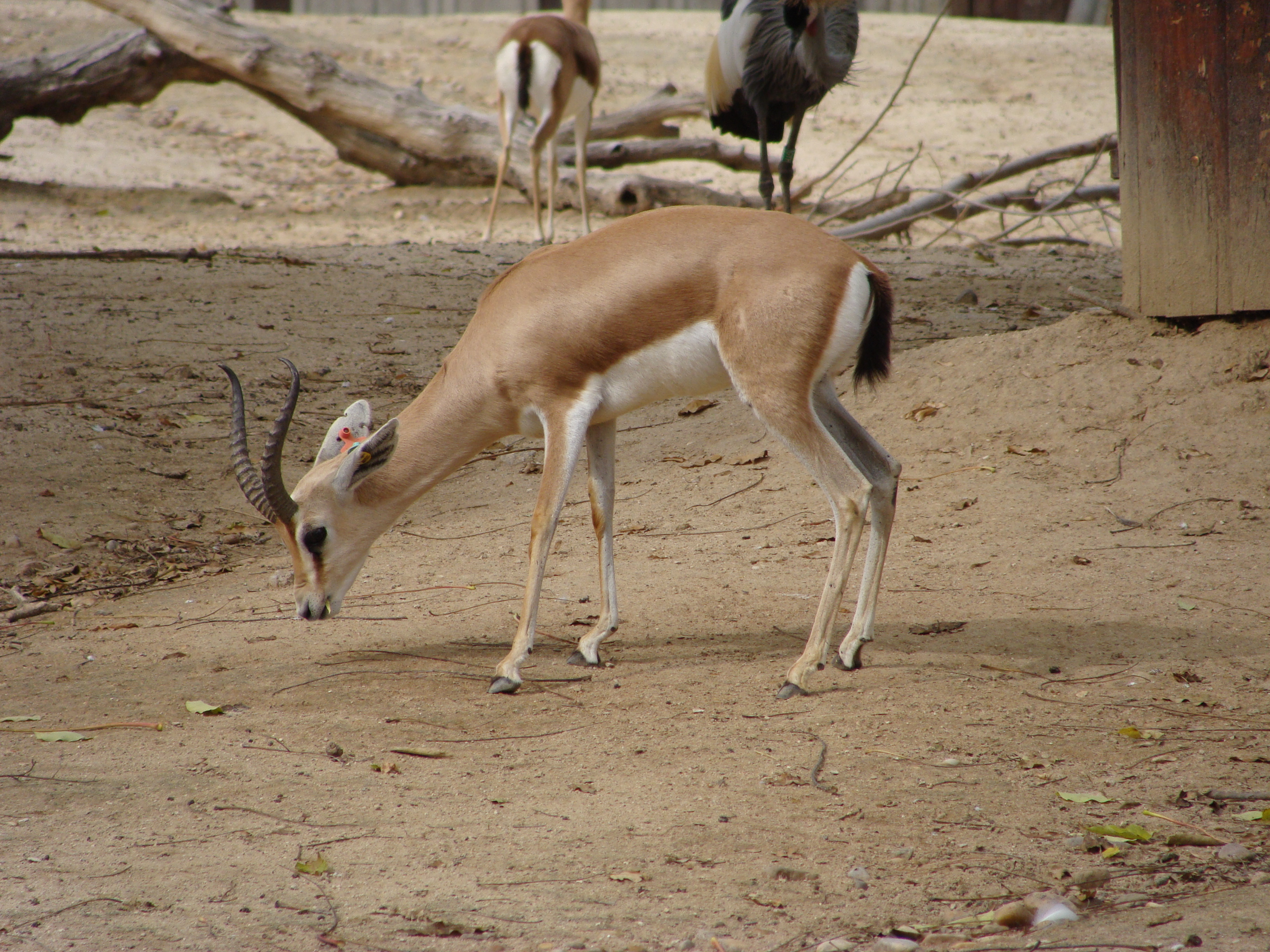
Gazella dorcas neglecta

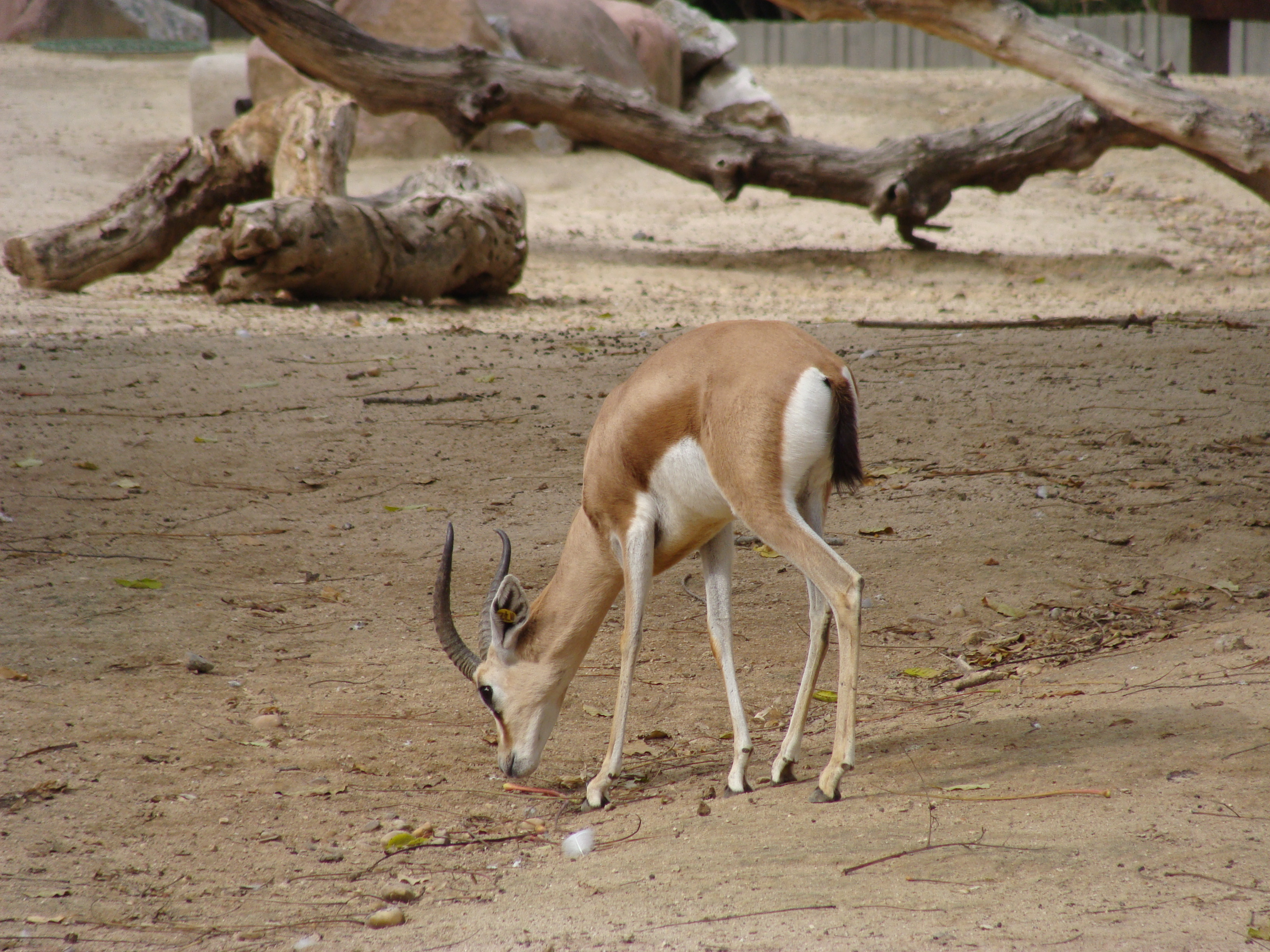
Gazella dorcas neglecta đang gặm cỏ

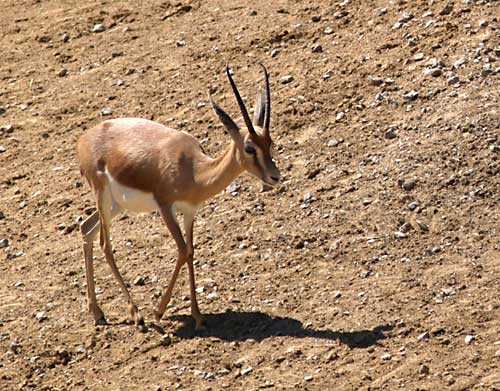
Gazella-dorcas

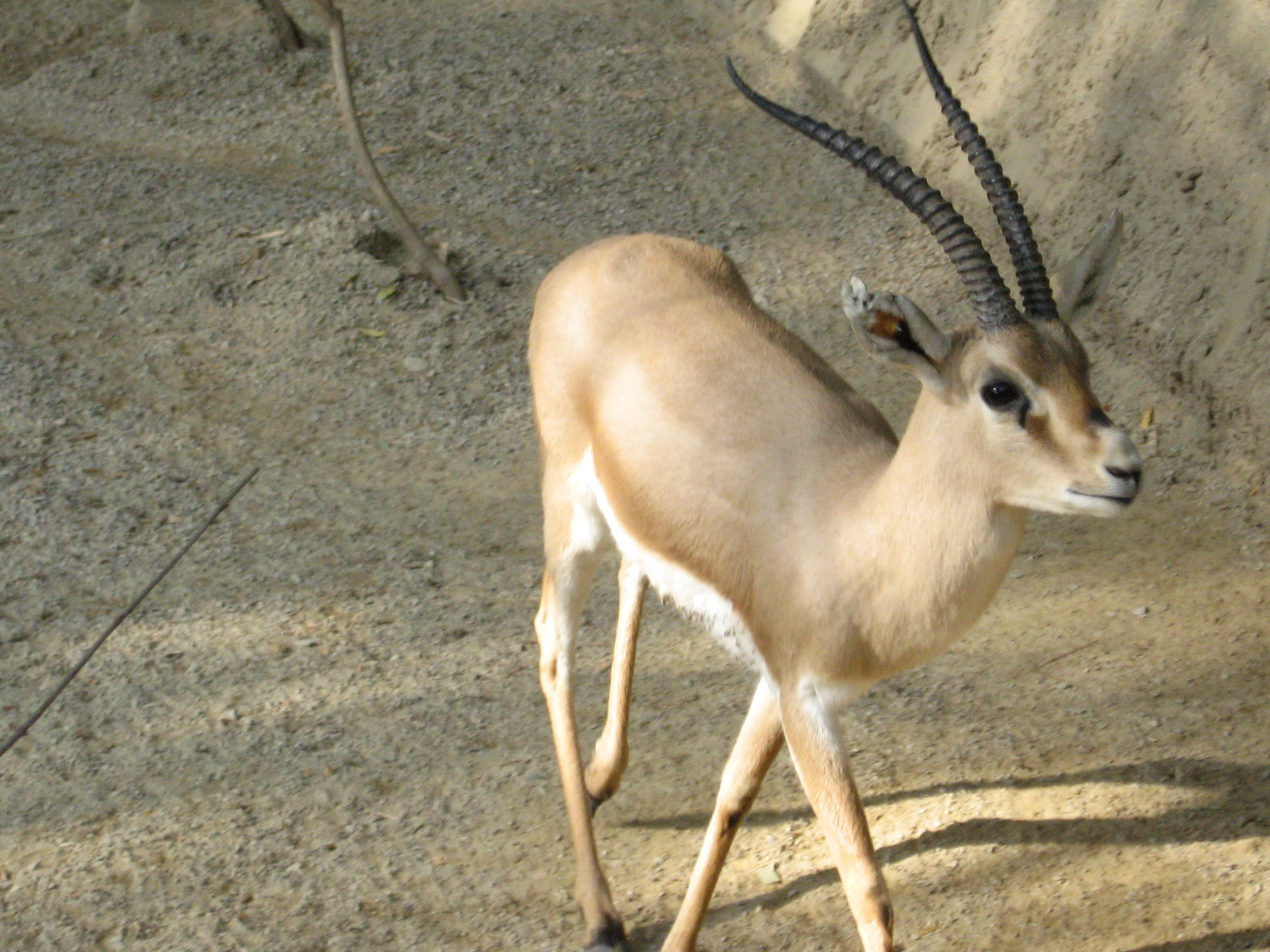

Nhóm linh dương Gazelle trước được phân thành 1 chi Gazella, về sau tách riêng để lập thành 2 chi nữa là Eudorcas và Nanger.
Các loài còn hiện hữu
- Chi Gazella
  - Gazella bennettii
  - Gazella cuvieri
  - Gazella dorcas
  - Gazella erlangeri
  - Gazella gazella: Linh dương núi đá Ả Rập
  - Gazella leptoceros
  - Gazella spekei
  - Gazella subgutturosa
- Chi Eudorcas
  - Eudorcas albonotata
  - Eudorcas rufifrons
  - Eudorcas thomsoni: Linh dương Thomson
- Chi Nanger
  - Nanger dama
  - Nanger granti: Linh dương Grant
  - Nanger soemmerringii

Các loài tuyệt chủng gần đây
- Chi Gazella
  - Gazella arabica
  - Gazella saudiya[3][4]
- Chi Eudorcas
  - Eudorcas rufina

Các loài tuyệt chủng tiền sử
- Chi Gazella
  - Gazella borbonica
  - Gazella thomasi'
  - Gazella harmonae[5]
  - Gazella praethomsoni
  - Gazella negevensis
  - Gazella triquetrucornis
  - Gazella negevensis
  - Gazella capricornis
- Phân chi Vetagazella
  - Gazella sinensis
  - Gazella deperdita
  - Gazella pilgrimi
  - Gazella leile
  - Gazella praegaudryi - Linh dương Gazelle Nhật Bản
  - Gazella gaudryi
  - Gazella paotehensis
  - Gazella dorcadoides
  - Gazella altidens
  - Gazella mongolica
  - Gazella lydekkeri - Linh dương Gazelle kỷ Băng Hà
  - Gazella blacki
  - Gazella parasinensis
  - Gazella kueitensis
  - Gazella paragutturosa
- Phân chi Gazella
  - Gazella janenschi
- Phân chi Trachelocele
  - Gazella atlantica
  - Gazella tingitana
- Phân chi Deprezia
  - Gazella psolea
- Chi Nanger
  - Nanger vanhoepeni

## Trong văn hóa
Linh dương Gazelle được nhắc đến trong văn hóa, Thủ đô Abu Dhabi của Các Tiểu vương quốc Ả Rập Thống nhất (UAE) được đặt tên có nghĩa là Cha của linh dương Gazelle. Công ty Reebok xuất xứ từ tiếng Afrikaans phiên âm của rhebok, là một loài linh dương châu Phi mà còn được biết đến với tên gọi là linh dương Gazelle. Loài Linh dương Impala, impala có nguồn gốc từ tiếng Zulu nghĩa là linh dương Gazelle.